# Jezioro Kamieńskie
Jezioro Kamieńskie (Jezioro Niemka, Jezioro Podleśne) – niewielkie (14,3 ha) jezioro położone na Równinie Torzymskiej, na wschód od miejscowości Struga, w województwie lubuskim, w powiecie krośnieńskim, w gminie Krosno Odrzańskie.

## Charakterystyka
Akwen jest użytkowany przez Polski Związek Wędkarski Okręg w Zielonej Górze. 
Dawniej nad jeziorem był duży pomost i kąpielisko, obecnie znajdują się tam jedynie niezdatne do użytku pozostałości tej infrastruktury oraz kilka czynnych, mniejszych pomostów. Jezioro z każdej strony otoczone jest lasem. W miesiącach ciepłych licznie odwiedzane przez wędkarzy, w tym też okresie nasila się zjawisko eutrofizacji jeziora (wyższy poziom azotu), mimo to jezioro zachowuje przeźroczystość wody sięgającą 2 m. Zlewnia jeziora porośnięta jest ubogim borem sosnowym. W promieniu wielu kilometrów brak upraw rolnych.